# Jorge Trigo Andia

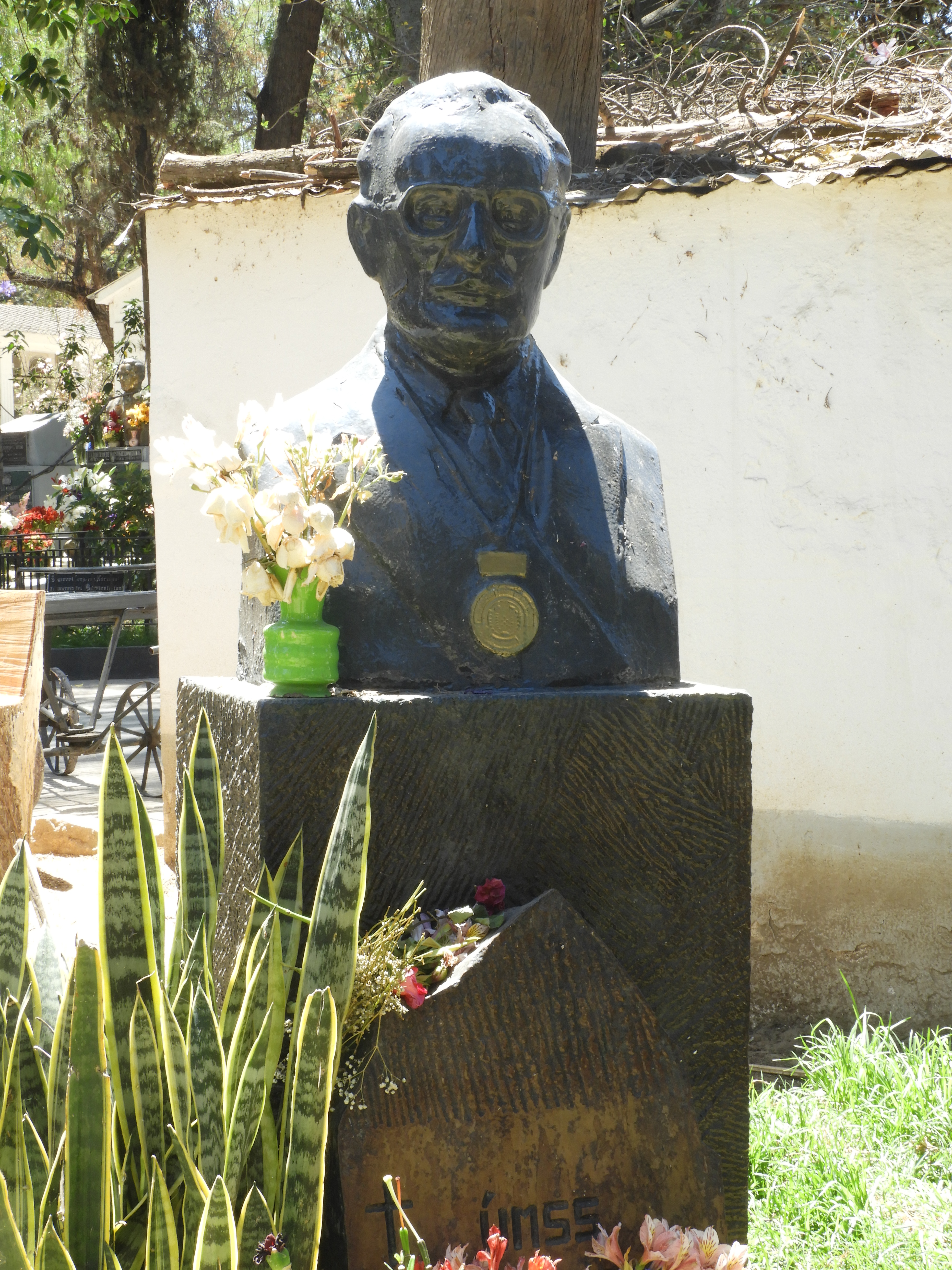
Su busto sobre su tumba en el Cementerio General de Cochabamba.

Jorge Trigo Andia, nació en 1939 en Anzaldo en el departamento de Cochabamba (Bolivia).
Fue defensor de la autonomía universitaria frente a la intervención de la cns y la dictadura Garciamesista. Participó como estudiante en los movimientos de reforma universitaria en los años 1960.
Por méritos, asumió la dirección del departamento de bienestar estudiantil, logrando incrementar el número en efectivo de becas y el funcionamiento del comedor.
Fue elegido rector de la con el frente I.D.E.A. inmediatamente empezó su nueva reforma estudiantil.
Por un golpe narco militar fue exiliado a Lima, volvió al país con el movimiento autonomista hasta el 1987 donde falleció por un mal incurable.